# Гиссарская операция (1921)
Гиссарская операция или Гиссарская экспедиция — военная операция частей Туркестанского фронта РККА по установлению Советской власти и власти БНСР на территории Восточной Бухары, проведённая в декабре 1920—апреле 1921 гг.
После захвата Бухары частями Красной Армии эмир Саид Алим-хан направился в Восточную Бухару (современный Таджикистан). В середине сентября 1920 года он приехал в Душанбе и избрал его своей резиденцией. В октябре эмир объявляет Душанбе временной столицей Бухарского эмирата. Для изгнания эмира с территории Восточной Бухары Реввоенсоветом Туркестанского фронта по просьбе правительства БНСР от 2 декабря 1920 года была организована вооруженная экспедиция, в которой приняли участие 2 тысячи красноармейцев (8-й Туркестанский стрелковый полк, 1-я Туркестанская кавалерийская дивизия) под командованием Владимира Ионова. 
Начиная с 10 декабря 1920 года, части РККА, ведя непрерывные бои, заняли Гузар, Шахрисабз, Китаб и Яккабаг.  13 февраля 1921 года красноармейские части разбили двухтысячную армию эмира под Байсуном, пройдя за двое суток 130 верст, затем заняли Денау, Юрчи, Сары-Ассия, Сары-Джуй и Регара. Войска эмира отошли в направлении Гиссара и  Каратага.
Под Каратагом отряды руководителя ферганских басмачей курбаши Курширмата (Кур-Шир-Мухаммед Гази) организовали ожесточенное сопротивление частям 1-й бригады Туркестанской кавалерийской дивизии. 19 февраля разъезды 1-й Туркестанской дивизии заметили колонны ферганских отрядов Курширмата в 10 км к югу от Каратага. 1-я кавалерийская бригада Мелькумова ударила артиллерийским и пулемётным огнём по походным колоннам отрядов Курширмата, а потом атаковала их. В ожесточённом сабельном бою с эскадронами 1-й бригады отряды Курширмата потерпели поражение. Было захвачено в плен свыше 300 басмачей, остальные обратились в бегство. Дорога на Гиссар была открыта.
Утром 20 февраля на подступах к Гиссару разгорелся трехчасовой бой, в котором части Красной Армии нанесли поражение войскам гиссарского бека, заставив отступить их к крепости. Вскоре 2-й кавалерийский полк, при поддержке артиллерийской батареи, приблизился к Гиссарской крепости. После короткого артиллерийского налета красноармейцы ворвались в крепость. Рукопашный бой в крепости продолжался несколько часов и закончился капитуляцией гарнизона. 
21 февраля части Красной Армии подошли к Душанбе, где сосредоточились басмаческие отряды Курширмата и Ибрагимбека и сводный отряд афганских добровольцев. Они попытались помешать переправе противника через Дюшамбе-дарью. В 7 часов утра после десятиминутной артподготовки и огня двух пулеметных эскадронов, части 1-й кавалерийской бригады под командованием Мелькумова и «Гиссарского экспедиционного отряда» под командованием Ионова, форсировали Дюшамбе-дарью и с развернутыми знаменами вступили в Душанбе. 
20 февраля эмир Саид Алим-хан выехал из Душанбе и уже 5 марта переправился через Пяндж у Чубека, в Афганистан. В середине апреля 1921 года части РККА вошли Куляб, Бальджуан, Каратегин и Дарваз. Восточная Бухара перешла под контроль властей БНСР.
Однако эта экспедиция, предпринятая в виде рейда, не дала прочных результатов в силу отсутствия планомерной работы по политико-административному закреплению тыла. Колонны красноармейцев, совершив несколько далеких походов в самые глухие места Восточной Бухары, к наступлению осени вынуждены были отойти на зимние квартиры ближе к своим базам из-за плохого обеспечения и организации тыла. Советскую власть в Восточной Бухаре закрепить не удалось, чем к концу года воспользовались местные противники новой власти. 